# Loge L'Age d'Or

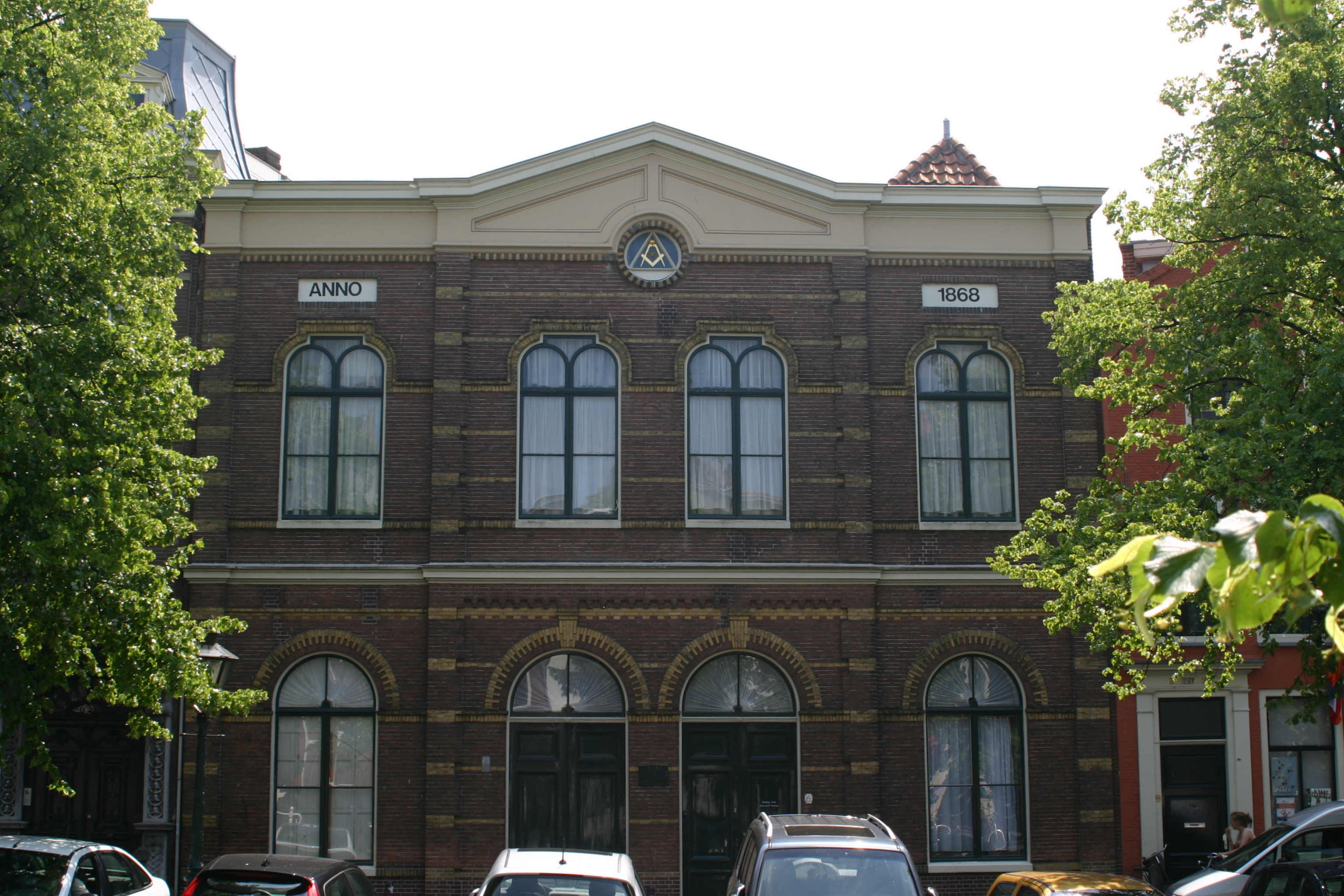
Het logegebouw

Loge L'Age d'Or is een vrijmetselaarsloge in Leiden en is onderdeel van de Orde van Vrijmetselaren onder het Grootoosten der Nederlanden (G.O.N.).

## Geschiedenis
Loge L'Age d'Or werd oorspronkelijk opgericht in 1758. De naam verwijst niet naar de 17e-eeuwse Gouden Eeuw, maar naar het mythische gouden tijdperk uit de oudheid, dat aan het einde der tijden zou herleven wanneer de godin van de gerechtigheid Astraea op aarde terugkeert. Dit motief komt terug in het motto van de loge: Aureum saeculum redivivum (de Gouden Eeuw herleefd). In 1770 fuseerde de loge met de Leidse Loge La Vertu. 
In 1963 werd L'Age d'Or opnieuw opgericht, niet als heroprichting van de 18e-eeuwse loge, maar als een nieuwe constitutie binnen de Orde, mede op initiatief van leden van La Vertu zoals Dick van Peype en dr. Piet Pott. Zij waren actief binnen de werkgroep Ritus en Tempelbouw en streefden naar een loge met een sobere, ritueel gerichte werkwijze, geïnspireerd op Engelse vrijmetselarij.
Het oorspronkelijke concept van de loge was om slechts één avond per maand bijeen te komen, steeds in open loge. Daarmee moest het mogelijk zijn voor vrijmetselaren met drukke agenda’s om toch regelmatig aan ritueel werk deel te nemen. Bij de oprichting werd bewust afgezien van de in Nederland gebruikelijke comparities (voordrachten). In plaats daarvan ligt de nadruk op zorgvuldige uitvoering en beleving van het rituaal. Deze benadering leeft nog steeds voort in de praktijk van de loge.
De loge werd opgericht met zestien leden, waarvan velen afkomstig waren uit de academische wereld in Leiden en Den Haag. De eerste bijeenkomsten vonden plaats in de bibliotheek van de afdeling radiologie van het Academisch Ziekenhuis Leiden. Het logezegel en de ritualen werden grotendeels door Van Peype vormgegeven, in overleg met Pott.

## Huidige situatie
Anno 2025 is L'Age d'Or actief met circa vijftig leden uit de Leidse regio. De loge komt eens in de twee weken bijeen in het gebouw aan de Steenschuur, dat wordt gedeeld met onder andere Loge La Vertu, de gemengde Loge Isthar en de feminiene Loge Ithaka. Iedere bijeenkomst wordt afgesloten met een gezamenlijk diner, in de stijl van de traditionele maçonnieke Tafelloge.

## Lidmaatschap
Het lidmaatschap staat open voor iedere man van 18 jaar en ouder, ongeacht geloof, afkomst of geaardheid. Vrijmetselarij is geen religie. Daarom hoeft men niet persoonlijk te geloven in een god. Er wordt wél van leden verwacht dat zij in hun leven een hoog beginsel hebben, een moreel-ethisch toetsingskader in het leven. Als iemand lid wil worden moet hij de beginselverklaring van de Orde van harte kunnen onderschrijven. Omdat de loge L’Age d’Or onder de koepelorganisatie de Orde van Vrijmetselaren onder het Grootoosten der Nederlanden valt, wordt iemand dus lid van twee organisaties. Tweemaal per jaar worden er open avonden gehouden.